# シエラビスタ (アリゾナ州)
シエラビスタ（Sierra Vista）は、アメリカ合衆国アリゾナ州のコチセ郡にある都市。人口は4万5308人（2020年）。コチセ郡最大の都市であり、郡の商業、文化の中心になっている。シエラビスタとはスペイン語で「山の景色」を意味している。
州南部の大都市ツーソンの南東110キロメートルに位置し、アメリカ＝メキシコ国境からは約24キロメートルと近い。市内の幹線道路はアリゾナ州道90号線である。市の周辺はフアチュカ山脈、ドラグーン山脈、ウェットストーン山脈、マスタング山脈およびキュール山脈が囲み、東側はサンペドロ川が境になっている。
アメリカ陸軍の基地であるフォート・フアチュカが市内の北西部にあり、市内で最大の雇用主となっている。

## 歴史
アパッチ戦争が終わり、フアチュカ砦に保護されて、サザン・パシフィック鉄道とエルパソ・サウスウェスタン鉄道が完成し、サンペドロ・バレーの人口が増加し始めた。1901年頃にこの鉄道でテキサス州からオリバー・フライとその年長の息子2人がこの地を訪れ、フアチュカ砦の直ぐ外で、320エーカー (1.28 km²) の土地に入植した。
フアチュカ砦の東門外で最初に開業したのは、1892年にジョン・ライリーとエレン・ライリーが所有する酒場と悪所だった。1911年、マーガレット・カーマイケルがライリーの家産と事業を買収した。1913年までにカーマイケルはその事業をライリー達に賃貸しした。1913年にはまた、一群の乾燥地農夫がこの地域に入り、その開拓地をブエナと名付けた。ブエナはガーデンキャニオンの東にあり、ルイススプリングスとフアチュカ砦の間にある鉄道停車点だった。ここには郵便局があり、ブエナ、ガーデンキャニオンおよびその周辺の子供達を教える学校ができた。
1917年までにオバートン郵便局ができた。この開拓地の名前はオバートン商事投資会社から来ており、フアチュカ砦外側に町を開発する計画にカーマイケルの土地を選んだ。しかし、この会社はその地域に人々を連れてくることができなかったので、計画は頓挫し、カーマイケルがその資産と雑貨屋を取り戻したと信じられている。
1918年、カーマイケルは店の名前を変更し、ガーデンキャニオンの所有者となった。ガーデンキャニオンも郵便局の名前であり、カーマイケルが局長になった。さらにカーマイケルはガーデンキャニオンの店の通り向かいに家を建て、ガーデン・アベニュー沿いには18軒の家を建てた。1927年から1938年まではフライがカーマイケルの店を賃借した。
1955年、この地域を法人化し改名する最初の試みが失敗した。これはフライがその家族名を付けた町名の改訂に反対し法人化にも反対したからだった。1956年、住民投票が行われ76票対61票で否決された。フライの土地以外の場所を所有する人々が法人化と改名を推進し、1956年5月26日に請願したが、フライが所有する半平方マイルは除外された。
シエラビスタは1956年に法人化された。シエラビスタ市はコチセ郡および隣接するメキシコのソノラ州北部の経済と商業の中心である。1971年、シエラビスタ市はアリゾナ州でも最大級の雇用主であるアメリカ陸軍基地フォート・フアチュカの敷地と周辺の町を併合した。

## 地理

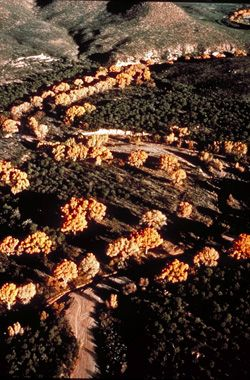
秋のサンペドロ川

シエラビスタは北緯31度32分44秒 西経110度16分35秒 / 北緯31.54556度 西経110.27639度に位置する。アメリカ合衆国国勢調査局による報告では、市域全面積は153.5平方マイル (397.5 kmkm2)、このうち陸地が153.5平方マイル (397.5 km2) であり、水域は0.04平方マイル (0.1 km2)、水域率は0.03%である。標高は1,409メートルである。市の西にはフアチュカ山脈があり、ミラー峰（2,885メートル）やカー峰（2,815メートル）が聳えている。

### 気候
シエラビスタはケッペンの気候区分でBSk（寒冷、亜乾燥）に属している。雨の少ないかなり安定した気候である。しかし、7月と8月には北アメリカモンスーンが集中豪雨をもたらすことがあり、一年間雨量のほぼ半分はこの2か月間に降る。他の期間は乾燥した気候であり、および標高が高いことのために、一日の最高最低気温は52‐62°F (11.1‐16.7℃) の範囲にあり、82°F (27.8℃) にまで達するのは稀である。降雪は市中では稀である。数インチ積もる年もあれば、全く降らない年もある。フアチュカ山脈があり、ミラー峰やカー峰では年間4,5か月間雪に覆われている。
- 過去最高気温は1989年の108°F (42℃) である
- 過去最低気温は1985年の11°F (−12℃) である
- 年間で最も雨が多い月は8月である

| シエラビスタの気候             | シエラビスタの気候 | シエラビスタの気候 | シエラビスタの気候 | シエラビスタの気候 | シエラビスタの気候 | シエラビスタの気候 | シエラビスタの気候 | シエラビスタの気候 | シエラビスタの気候 | シエラビスタの気候 | シエラビスタの気候 | シエラビスタの気候 | シエラビスタの気候 |
| 月                             | 1月                | 2月                | 3月                | 4月                | 5月                | 6月                | 7月                | 8月                | 9月                | 10月               | 11月               | 12月               | 年                 |
| ------------------------------ | ------------------ | ------------------ | ------------------ | ------------------ | ------------------ | ------------------ | ------------------ | ------------------ | ------------------ | ------------------ | ------------------ | ------------------ | ------------------ |
| 最高気温記録 °C （°F）         | 27 (81)            | 29 (84)            | 33 (91)            | 36 (97)            | 39 (102)           | 42 (107)           | 42 (108)           | 39 (102)           | 37 (98)            | 36 (96)            | 29 (85)            | 26 (79)            | 42 (108)           |
| 平均最高気温 °C （°F）         | 16.2 (61.1)        | 18.6 (65.4)        | 20.8 (69.5)        | 24.9 (76.9)        | 29.6 (85.2)        | 33.9 (93.0)        | 33.2 (91.8)        | 31.6 (88.9)        | 30.5 (86.9)        | 26.2 (79.1)        | 20.5 (68.9)        | 16.3 (61.3)        | 25.1 (77.2)        |
| 平均最低気温 °C （°F）         | 0.8 (33.5)         | 2.5 (36.5)         | 4.9 (40.9)         | 8.2 (46.7)         | 12.6 (54.7)        | 17.2 (63.0)        | 18.9 (66.1)        | 18.2 (64.7)        | 15.7 (60.2)        | 10.4 (50.7)        | 4.5 (40.1)         | 0.8 (33.4)         | 9.6 (49.2)         |
| 最低気温記録 °C （°F）         | −11 (12)           | −12 (11)           | −5 (23)            | −2 (28)            | 3 (38)             | 8 (46)             | 11 (51)            | 12 (53)            | 7 (45)             | −1 (30)            | −7 (19)            | −9 (15)            | −12 (11)           |
| 降水量 mm （inch）             | 25.9 (1.02)        | 15.2 (0.60)        | 11.7 (0.46)        | 10.4 (0.41)        | 6.9 (0.27)         | 13.5 (0.53)        | 79.2 (3.12)        | 101.1 (3.98)       | 35.3 (1.39)        | 24.4 (0.96)        | 11.2 (0.44)        | 23.1 (0.91)        | 357.9 (14.09)      |
| 降雪量 cm （inch）             | 0.8 (0.3)          | 0.3 (0.1)          | 0.5 (0.2)          | 0 (0.0)            | 0 (0.0)            | 0 (0.0)            | 0 (0.0)            | 0 (0.0)            | 0 (0.0)            | 0 (0.0)            | 0 (0.0)            | 0.3 (0.1)          | 1.8 (0.7)          |
| 出典：National Weather Service |                    |                    |                    |                    |                    |                    |                    |                    |                    |                    |                    |                    |                    |

## 公園と屋外活動
シエラビスタ市は「アメリカ合衆国のハミングバード（ハチドリ）首都」という渾名があり、世界中のバードウォッチャーが近くのラムゼーキャニオン保護区など地域の谷に、数百種の鳥を観察し写真撮影するために訪れている。その他観光やレクリエーションの地としてはサンペドロ国立保存地域、フアチュカ山脈のコロナド国立保護区、ドラグーン山脈のコチセ・ストロングホールド、チリカフア国立保護区、マデラキャニオン、カーチナー鍾乳洞州立公園、パーカーキャニオン湖およびパタゴニア湖州立公園などがある。シエラビスタの夜空は視界が良く、アリゾナ州のアマチュア天文家に選ばれる場所になっている。地域内には多くの装備が良いアマチュア天文台や市内の南アリゾナ大学南校の大型天文台がある。

## 人口動態
シエラビスタ市はコチセ郡内7つの法人化都市の中で人口最大であり、郡人口131,346人の3分の1近くになる。コチセ・カレッジ経済研究センターが2009年3月に公開した2009年経済概観に拠れば、2008年7月の時点でアリゾナ州商務省はシエラビスタ市の人口を45,908人と推計した。2000年国勢調査での人口は37,775人だったので7年間で14.5％増加したことになる。さらに同時期の推計ではアリゾナ州で17番目に大きな自治体になっている。
2009年経済概観に拠れば、国勢調査指定地域のシエラビスタ・サウスイースト、フアチュカシティ、トゥームストーン、ウェットストーン、ヒアフォードおよび周辺未編入領域を含めた地域人口を約75,000人と推計している。この地域人口は2028年までに10万人近くなると予測されている。
以下は2000年の国勢調査による人口統計データである。
| 基礎データ - 人口: 37,775人 - 世帯数: 14,196世帯 - 家族数: 9,993家族 - 人口密度: 95.0人/km2（246.1人/mi2） - 住居数: 15,685軒 - 住居密度: 39.5軒/km2（102.2軒/mi2） 人種別人口構成 - 白人: 73.34% - アフリカン・アメリカン: 10.89% - ネイティブ・アメリカン: 0.83% - アジア人: 3.57% - 太平洋諸島系: 0.46% - その他の人種: 6.05% - 混血: 4.86% - ヒスパニック・ラテン系: 15.8% 年齢別人口構成 - 18歳未満: 25.8% - 18-24歳: 13.0% - 25-44歳: 29.2% - 45-64歳: 19.9% - 65歳以上: 12.1% - 年齢の中央値: 32歳 - 性比（女性100人あたり男性の人口） - 総人口: 100.7 - 18歳以上: 100.7 | 世帯と家族（対世帯数） - 18歳未満の子供がいる: 34.9% - 結婚・同居している夫婦: 56.5% - 単身世帯: 25.1% - 65歳以上の老人1人暮らし: 7.7% - 平均構成人数 - 世帯: 2.48人 - 家族: 2.96人 収入と家計 - 収入の中央値 - 世帯: 38,427 米ドル - 家族: 44,077米ドル - 性別 - 男性: 30,053米ドル - 女性: 23,805米ドル - 人口1人あたり収入: 18,436米ドル - 貧困線以下 - 対人口: 10.5% - 対家族数: 8.0% - 18歳未満: 15.8% - 65歳以上: 4.0% |

2000年国勢調査時点で、25歳以上人口の91.5％は少なくとも高校卒以上の学歴があり、25.7％は学士以上の学位を取得していると推計された。住民が学士以上の学位を取得するのは増加傾向にあり、今日の技術的な労働環境における競合が高くなっている。シエラビスタで高等教育以上のレベルで教育を受ける人口は郡、州および全国の平均よりも高くなっていると推計されている。
フォート・フアチュカは歴史ある活動的な軍事施設であり、通信・情報技術の中心となり、1971年に市に併合された。さらにシエラビスタ市は市域内に入るコチセ郡の地域を併合しようとしており、これは市政委員会の戦略計画「我々の未来展望」に述べられている。

### 著名な住人
- ニコール・パウェル、WNBAのバスケットボールの選手
- グレン・スペンサー、不法移民に反対する活動家、シエラビスタを本拠とするアメリカンパトロールの運営者
- ドン・フライ、総合格闘家

## 市政府
シエラビスタ市は市政委員会方式を採用している。委員会は公的制作を制定し、シティマネジャーが制作を実行し、日々の市の運営を監督している。

## 経済
シエラビスタ市はコチセ郡とメキシコ北部の商業中心である。ロウズ、ザ・ホーム・デポ、Kマート、ウォルマート、ターゲットおよびマーシャルズなど小売店や大型スーパーマーケット3店、多くの専門店が市内にある。ザ・モール・アット・シエラビスタは売り場面積40万平方フィート (37,000 m²) のショッピングセンターである。
市内にはフアチュカ砦という主要雇用主であり経済推進力のある組織があることにその雇用基盤を負っている。陸軍との契約で専門分野や科学技術分野の雇用も大きいが、市内雇用数の半分近くは政府に関連するものである。

## 教育
公共教育を行う学校としては、ブエナ高校、中学校1校、小学校6校がある。その他チャーター・スクールや私立学校も幾つかある。高等教育機関としては、はアリゾナ大学サウス校、コチセ・コミュニティ・カレッジ、フェニックス大学、ウェイランド・バプテスト大学およびウェスタン国際大学がある。
市内には面積31,000平方フィート (2,900 m²) の公共図書館がある。

## 文化

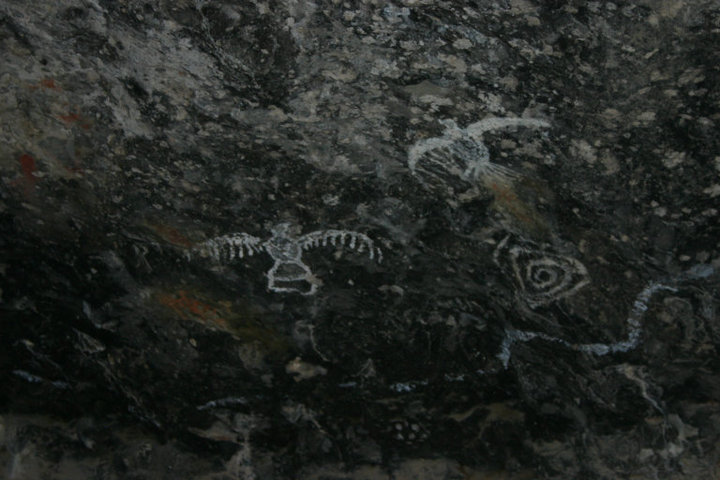
フアチュカ山脈にある岩面絵

シエラビスタでは年間を通じて様々な文化的また家族向けの活動が行われている。主要な行事としては、2月のコチセ・カウボーイ・ポエットリーと音楽集会、春の南西部祭、独立記念日祭、8月に開催されるバードウォッチャーのための南西部ウィングス祭、および12月に開催されるアリゾナ州でも最も長く続いている休日パレードがある。冬季には、シエラビスタ・シンフォニーオーケストラがプレコンサート・セミナーを含め、クラシック音楽とポピュラー音楽のコンサートを3回開催する。また寄付金集めの行事も行う。年間を通じてアート・ディスカバリー・シリーズが劇、コンサートおよびミュージカルを興行しており、夏にはベテランズパークでの定期バンド演奏会がある。シエラビスタ公共図書館では映画鑑賞会、講演会、朗読会など子供や成人向けプログラムを開催している。インディアンが描いた岩面絵がフアチュカ山脈の特定地域で見られる。
サンペドロ川近くにあるグレイホーク自然センターは自然学習プログラムを提供し、生きた爬虫類や無脊椎動物を展示している。

## メディア
シエラビスタの日刊紙は1955年創刊のシエラビスタ・ヘラルドである。

## スポーツ
アリゾナ・フットボールリーグに所属するコチセ郡カバリエズとビスビー・アイアンマンが統合されてコチセ郡アイアンマンが結成された。アイアンマンは2011年が最初のシーズンであり、カッパー・フットボールリーグで試合を行う予定だったが、不況の影響で始まっていない。

## 医療
シエラビスタ地域医療センターとフアチュカ砦内にあるレイモンド・W・ブリス陸軍医療センターが地域の医療を担当している。地域内にはあらゆる分野の医療専門家がいる。シエラビスタ地域医療センターはアリゾナ州道90号線沿いに新しく外来外科センターを完成させた。その面積80エーカー (320,000 m²) の敷地には将来、医療事務棟が追加される予定である。アメリカ合衆国退役軍人省が地域に住む退役軍人のために医院を開設した。

### 健康問題に対する関心
住民と医療の専門家が1995年以降シエラビスタで報告されている白血病や小児癌に関連する症例が増えていることに関心を寄せている。2001年には1995年以降の7症例があり、アリゾナ州健康サービス部がこの数は統計上予想以上に増加していると判断した。これに対応するために大気、飲料水および土壌の環境評価を行い、小児白血病などの癌に関する危険性を与えていないかを調査することになった。2002年10月までに、アリゾナ州健康サービス部はアリゾナ州癌登録所と共同で「飲料水、大気、塵芥処理場のいずれもシエラビスタ住民に白血病を及ぼす大きなリスクを与えているとは判定できない」と発表した。当時はそれ以上の行動が推奨されなかった。
2003年にさらに3例の白血病が報告された。疾病コントロールセンターは問題を深く掘り下げることを躊躇し、当初は州の健康サービス部に丸投げしていたが、2003年春に健康サービス部がその支援を要請するに及んで本格的に関わり始めた。疾病コントロールセンターは2004年と2006年に2件の公式研究を終え、複雑な結果になった。白血病が増えていることについて環境起因とは見出されなかったが、4人の子供について白血病の検査を行ったことのみ記していた。ここで、そのように少数の患者だけでは「環境と病気の間の関連性を測ることを試みても疑念を拭えず、統計的に不適切である」としていた。生物学サンプルが128種の化学品について試験され、その結果はタングステン、スチレンおよびPCB-52について標準以上であったほかは全て標準かそれ以下だった。
疾病コントロールセンターが報告書を発表して以後の数年間に新しい症例は報告されていないので、統計上発祥数は全国平均のレベルに戻った。しかし、1995年以降、全部で13人の子供が白血病と診断され、他に5人が潜在的に関連ありとされており、関心を持ち続けている人がいる。2003年に癌と毒物に対する家族団体が南アリゾナで結成され、小児癌の子供持つ親達が集まって、小児白血病の原因究明を継続するよう運動を続けている。

## 交通

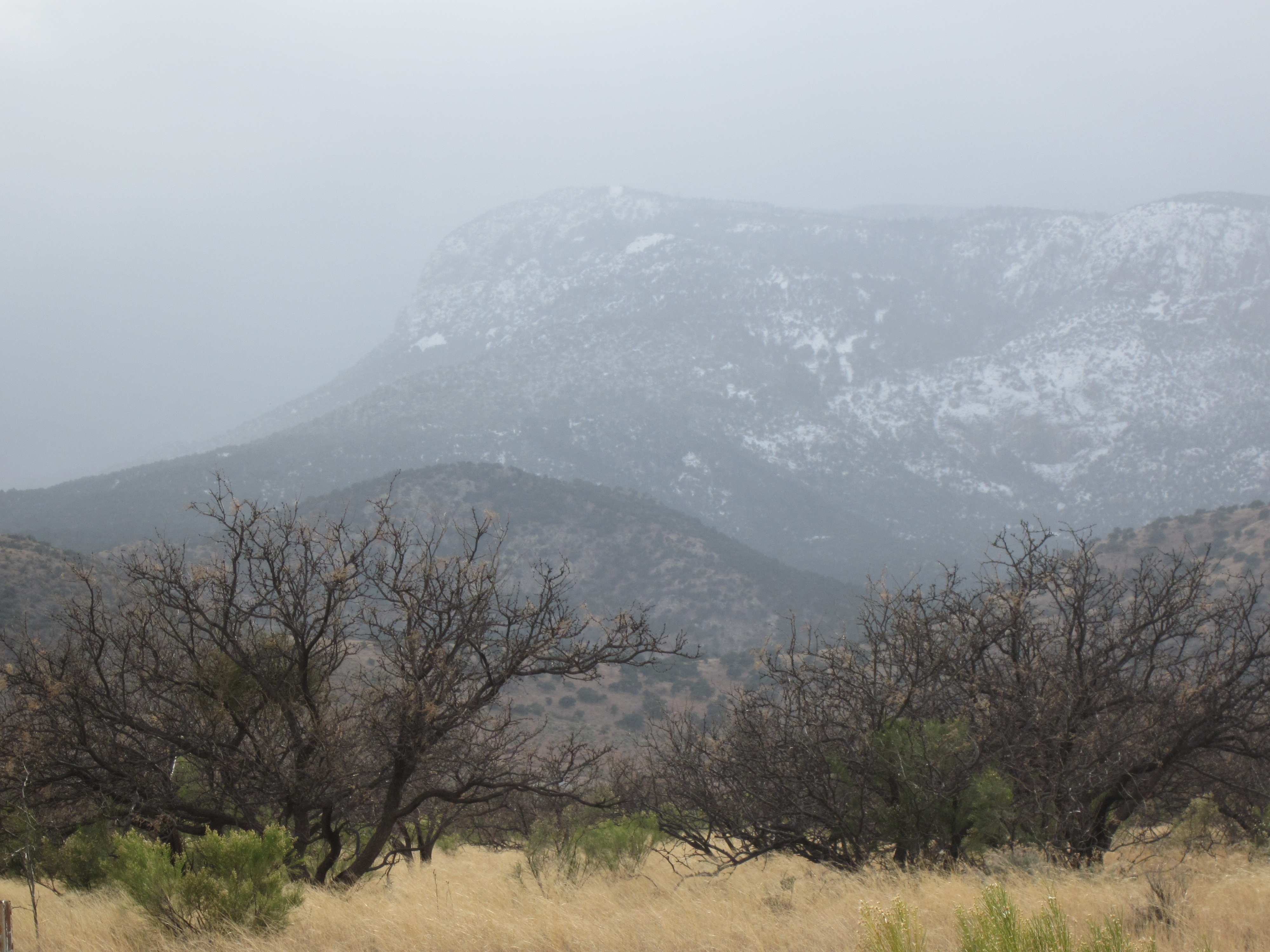
雪に覆われたシエラビスタ郊外の山脈

シエラビスタ市にはビスタ交通と呼ばれる大量公共輸送システムがある。アリゾナ州道90号線と同92号線の2本の高規格道路があり、シエラビスタと周辺の町を繋いでいる。またリビー陸軍飛行場としてアメリカ陸軍と共同で運営するシエラビスタ市民空港がある。現在のところ商業便は運行されていない。

### 主要高規格道路
- アリゾナ州道90号線
- アリゾナ州道92号線